# Heteroponera inca
Heteroponera inca är en myrart som beskrevs av Brown 1958. Heteroponera inca ingår i släktet Heteroponera och familjen myror. Inga underarter finns listade i Catalogue of Life.

## Bildgalleri

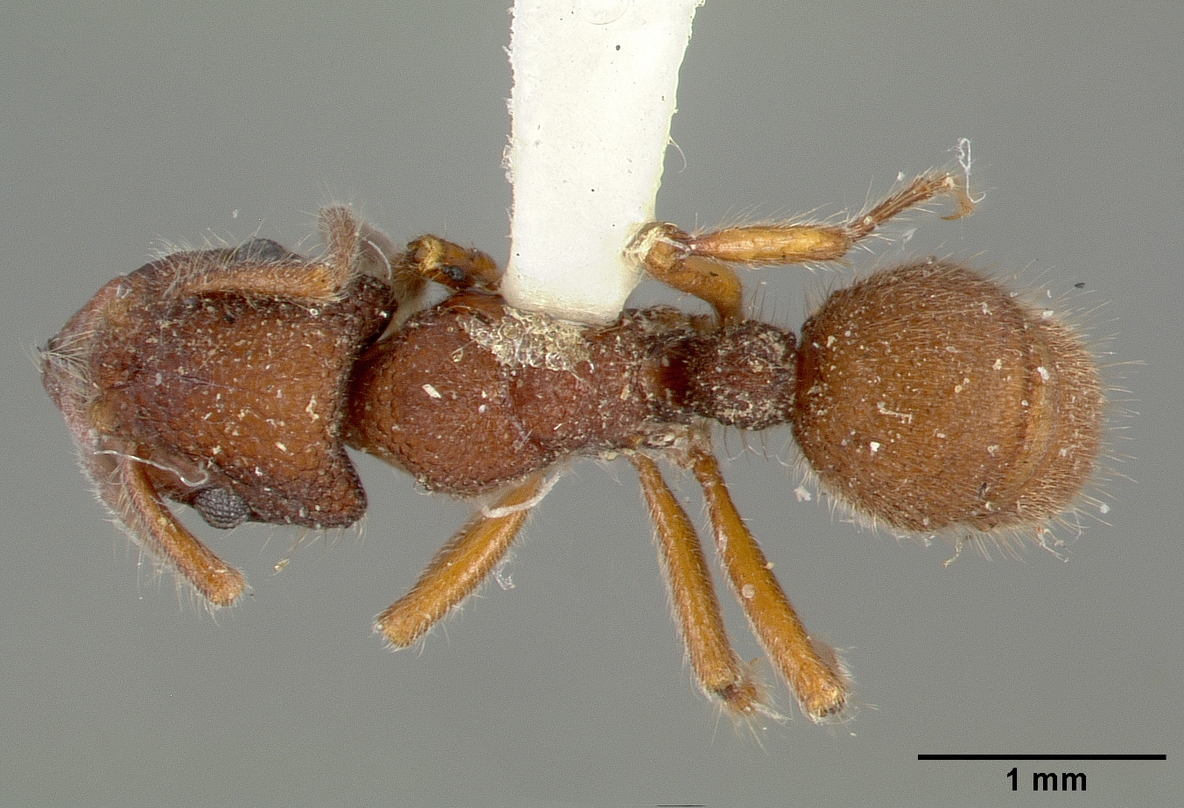
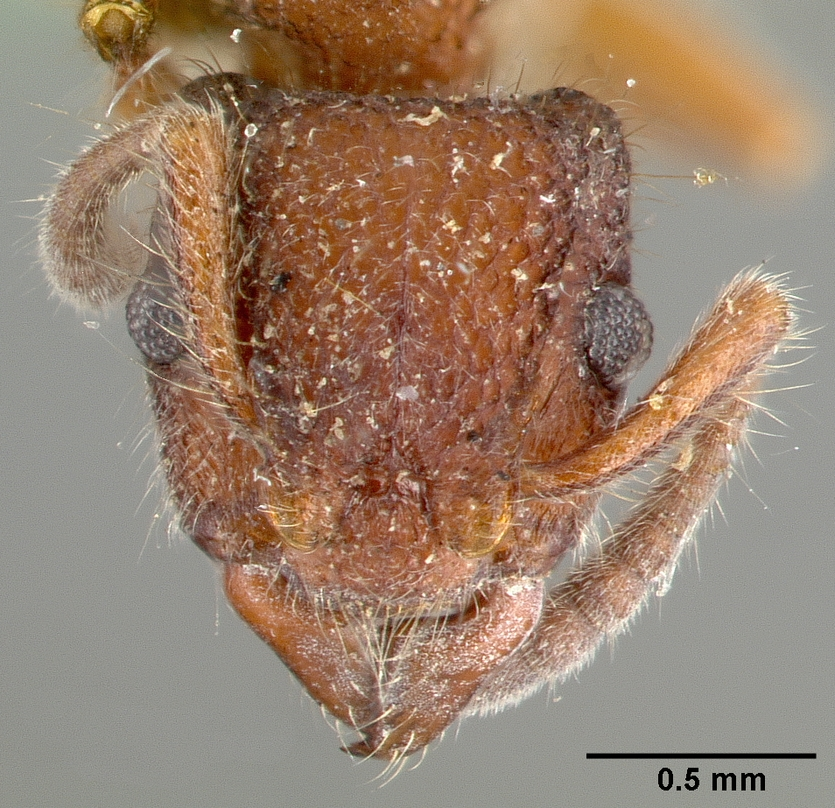
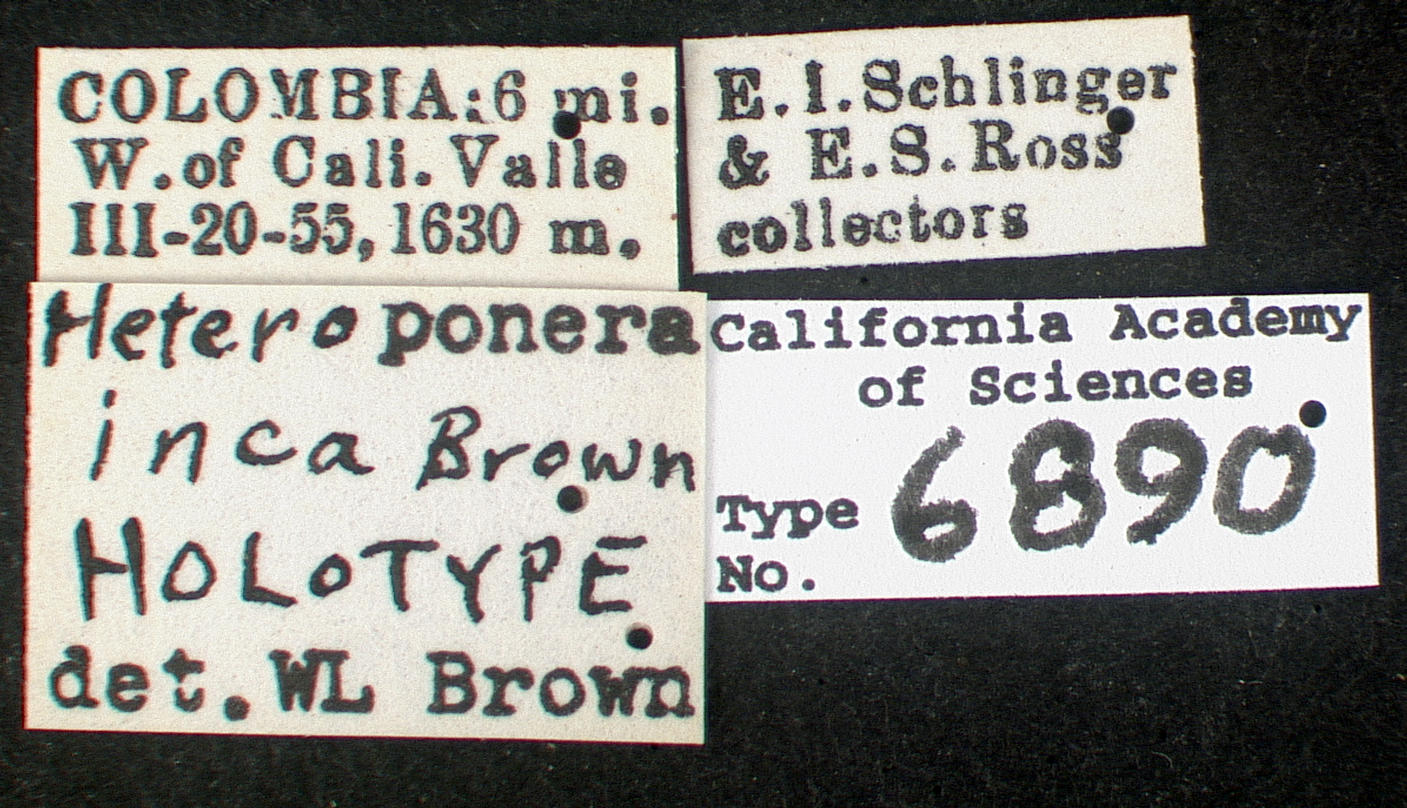
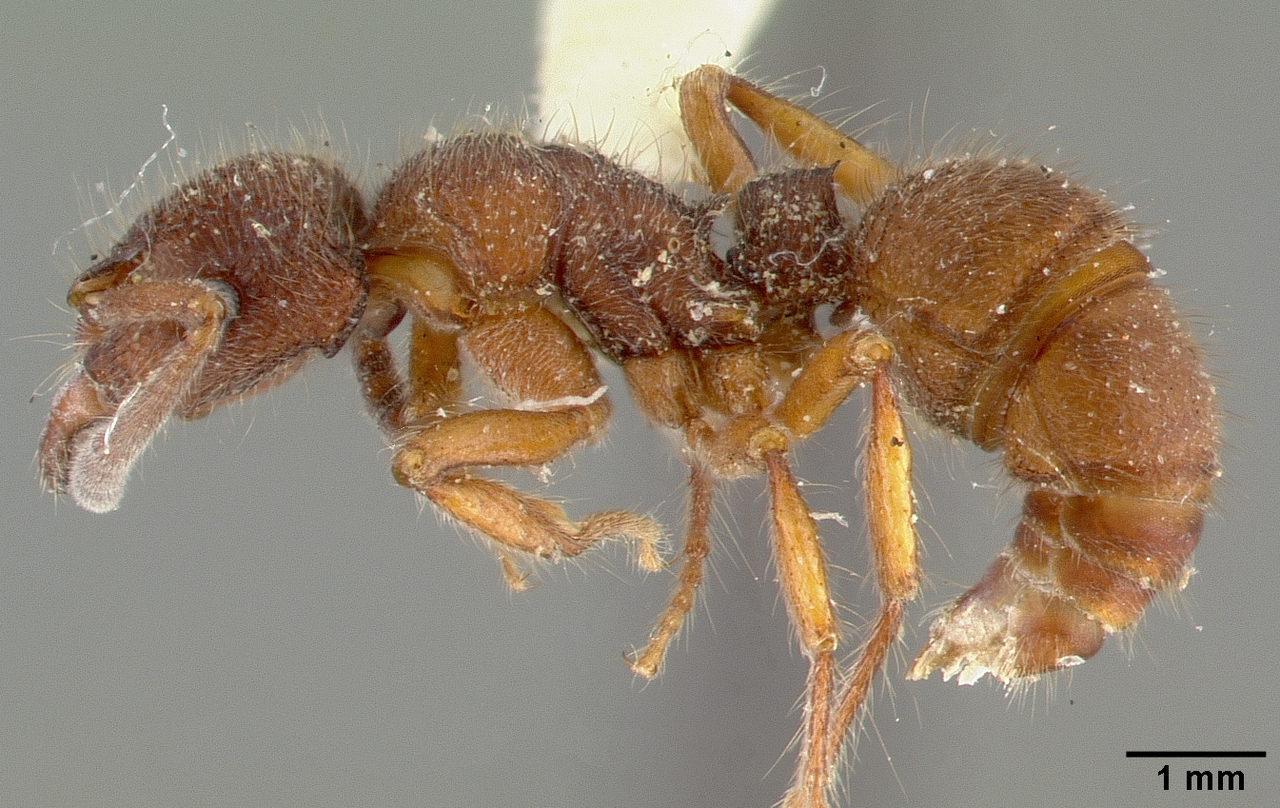